# Франсес Конрој
Франсес Конрој (енгл. Frances Conroy; 13. новембар 1953) је америчка филмска, телевизијска и позоришна глумица.
Позната је по улози Рут Фишер у ТВ серији Два метра под земљом, која јој је донела бројне награде укључујући Златни глобус и четири номинације за награду Еми за најбољу глумицу у драмској серији.
Такође је позната по улози Мојре О'Харе у антологијској серији Америчка хорор прича, која јој је донела награду Сатурн и номинацију за Еми у категорији Најбоља споредна глумица у мини-серији или ТВ филму. У наредним сезонама ове серије, Конројева је тумачила улоге Анђела смрти, Миртл Сноу и Глорије Мот, а изведба у трећој сезони серије Вештичје коло донела јој је још једну номинацију за награду Еми. Глумила је у филмовима Бесани у Сијетлу, Жена-мачка, Авијатичар, Џокер и Моћ пса поред многих.